# Realni aikido
Realni aikido (srp.: Реални аикидо), škola japanske borilačke vještine aikido.

## Odlike stila
Realni aikido je škola samoobrane iz Srbije. Bazira na Aikikai aikidu i džiju-džicu. Svjetski centar Realnog aikida (WCRA) osnovan je 1993. godine u Beogradu, a od 2003. godine Realni aikido je službeno uvršten u međunarodnu USMA-inu razredbu borilačkih vještina. Predstavlja fleksibilan sustav obrambenih tehnika, čija su osnovna obilježja brzina i pravovremenost odgovora, uklapanje u protivnikov napad, stalnost izvođenja tehnike i potpuna završna kontrola napadača, pomoću specifičnih poluga.

## Vanjske poveznice
- svjetski centar Realnog aikida